# 何长海

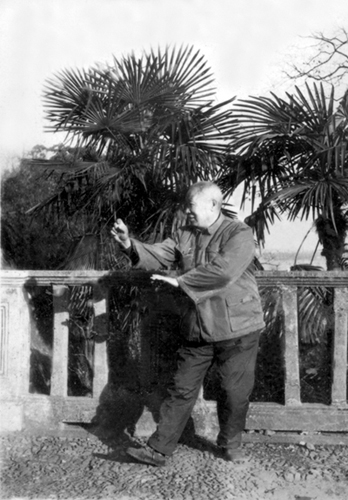
何长海

何长海（1912年—1981年），浙江诸暨人，定居于杭州，中国武术家和技击家，是20世纪后半叶浙江省武术界泰斗和领军人物。

## 生平
何长海于阴历1911年末出生于浙江省绍兴府诸暨县赵家镇花明泉村，幼时家贫，随之在当时绍兴人迁徙杭州的潮流中移居杭州。
何长海自幼好武、勤习不辍；后随同乡蒋玉堃于杭州城隍山药王庙拜韩庆堂为师，得以系统修习长拳械、摔跤、擒拿等技艺；再拜刘百川为师，精习罗汉神打技击及各类拳械。此外，在多年的习武生涯中，何长海还主要从学于田兆麟和刘金声（韩庆堂之同乡好友），也曾受教于李景林、孙禄堂、王子平、黄元秀、高振东、杨澄甫、丁彪等诸师。
由于何长海极佳的身体素质和悟性，再加上明师指点和多年苦练，功夫炉火纯青。1933年，通过第二届国考并获甲等；1936年通过我国第十一届奥运会拳击选拔赛入选为集训队员；1948年，获第七届全运会重量级摔跤第二名（在平手时谦让）和重量级举重第二名（并以501磅打破486磅的全国纪录）...
与其老师韩庆堂、刘百川一样，何长海精于传统武术技击，并对拳击等也颇有造诣，具有极为丰富的实战经历。根据《东南日报》连载，1935年，曾作为武术界代表击败白俄大力士马嘉乐夫；1939年，击败一日本柔道黑带高手...

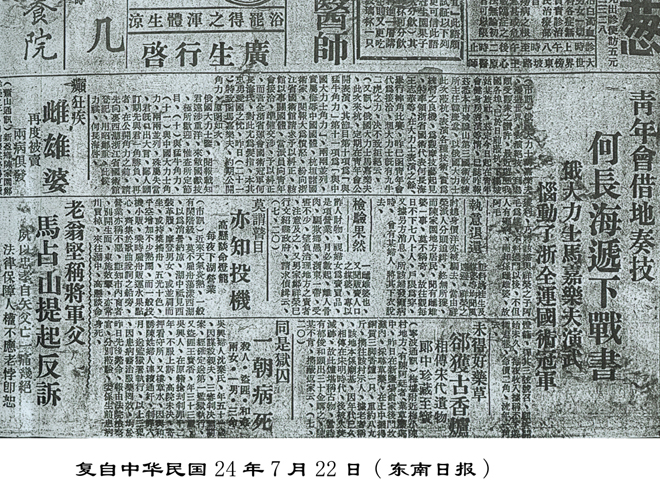
1935年击败马嘉乐夫报载

何长海原本即爱好饮酒，又受若干宵小弟子的影响，长期烟酒过量，于西元1981年11月因意外而血管破裂猝死。
民国时期，传统武术/技击有了空前的内外部交流和验证，从而得到了大发展。而何长海一系的传统武术/技击，最大优点即在于无论是长拳短打、内家外家、单练对练、徒手器械、套路实战、踢打摔拿、点穴推拿伤科，通过该时期诸多明师的传授，而保留了一个高质量的体系。
何长海在世时登门求教者极多、影响极大。1949年之后，何长海及其师弟肖忠义、高小毛等一系的武术被外界通称为“何派”，为我国武术强省浙江的最大武术派系。其主要弟子包括许大鉴（亦为傅剑秋关门弟子）、沈炳虎、唐水泉、何子楚（次子）和陈惠中等，浙江省武术队历任教练秦德纯、陈顺安等亦为何长海弟子或再传弟子。
据不完全整理，何长海原本留存的武术体系主要内容包括： 韩庆堂系 练步拳、功力拳、十路弹腿、一至十路查拳、大小洪拳、新编三路炮拳、擒拿、擒拿拳、擒拿串、摔跤、三才剑、三才对剑、昆吾剑、七星刀、风磨棍、杨家十三枪、各类杂兵等； 刘百川系 罗汉单操手十大形、罗汉十八式、罗汉神打拳、罗汉变式、罗汉神打技击、罗汉蹲山桩、罗汉排山功、三意拳、刘氏太极拳、追风剑、骨伤科技法、推拿等； 田兆麟系 太极大架、太极老六路、太极老架、太极推手、太极对拳、太极搓球功等； 刘金声系 太宗螳螂拳、螳螂铁爪功等； 黄元秀系 武当对剑等； 王子平系 石担打花技法等； 国术馆/其它/未能确定来源 拳击、点穴、劈剑、刺枪、八极拳、八极对接、八卦掌、武松独臂拳、武松脱铐拳、纯阳剑一路、纯阳剑二路、五虎断门刀、五虎断门枪、六合对棍等； 何长海创编 三路活拳、跤拳。
何长海尽管是一位极有成就的武术家和技击家，掌握了民国时期诸多明师所传授的大量技艺，但其生涯后期在武术改革的道路上也犯了诸如大幅改编一些原有优秀传统套路、在对诸入室弟子因材施教的同时未能系统传授其它技艺等明显错误。原因在于：一、民国时期传统武术和技击有了空前的交流，也受到了空前的冲击，如何继承传统是一个颇有争议的问题；二、20世纪后半叶中国大陆的武术开始向样板化、舞蹈化方向发展；三、何长海认识到了武术套路主要的健身而非技击作用，却没有进一步认识到任何运动均应遵循客观的生理规律，以及传统武术套路的文化意义；四、何长海缺乏相应的科学文化知识，对武术的理性认识逊于其高度的感性认识；五、何长海要求较高、不轻易授予真传。